# Вильдберг (Передняя Померания)
Вильдберг (нем. Wildberg) — община в Германии, в земле Мекленбург-Передняя Померания.
Входит в состав района Деммин. Подчиняется управлению Амт Трептовер Толлензевинкель. Население составляет 577 человек (на 31 декабря 2010 года). Занимает площадь 22,37 км².
Коммуна подразделяется на 4 сельских округа.